# Kościół św. Jana Chrzciciela w Charbielinie
Kościół św. Jana Chrzciciela w Charbielinie – rzymskokatolicki kościół filialny zlokalizowany we wsi Charbielin w województwie opolskim (powiat nyski). Należy do parafii św. Jadwigi Śląskiej w Nowym Lesie.

## Historia
Świątynia po raz pierwszy wzmiankowana była w 1302. W 1541 była drewniana, natomiast w 1657 kamienna. W 1780 obiekt przebudowano, nadając mu stylistykę barokową. W 1945 kościół w części spłonął. Odbudowano go w 1958, a w 2000 wyremontowano 10-metrowej wysokości wieżę, której przyziemie datowane jest na przełom XV i XVI wieku.
5 lutego 1966 świątynia została wpisana do rejestru zabytków pod numerem 1109/66.
Wnętrze przykrywa sklepienie kolebkowe z lunetami, które pokryto dekoracją stiukową, na szwach lunet. Tworzy ona ozdobne płyciny.

## Galeria

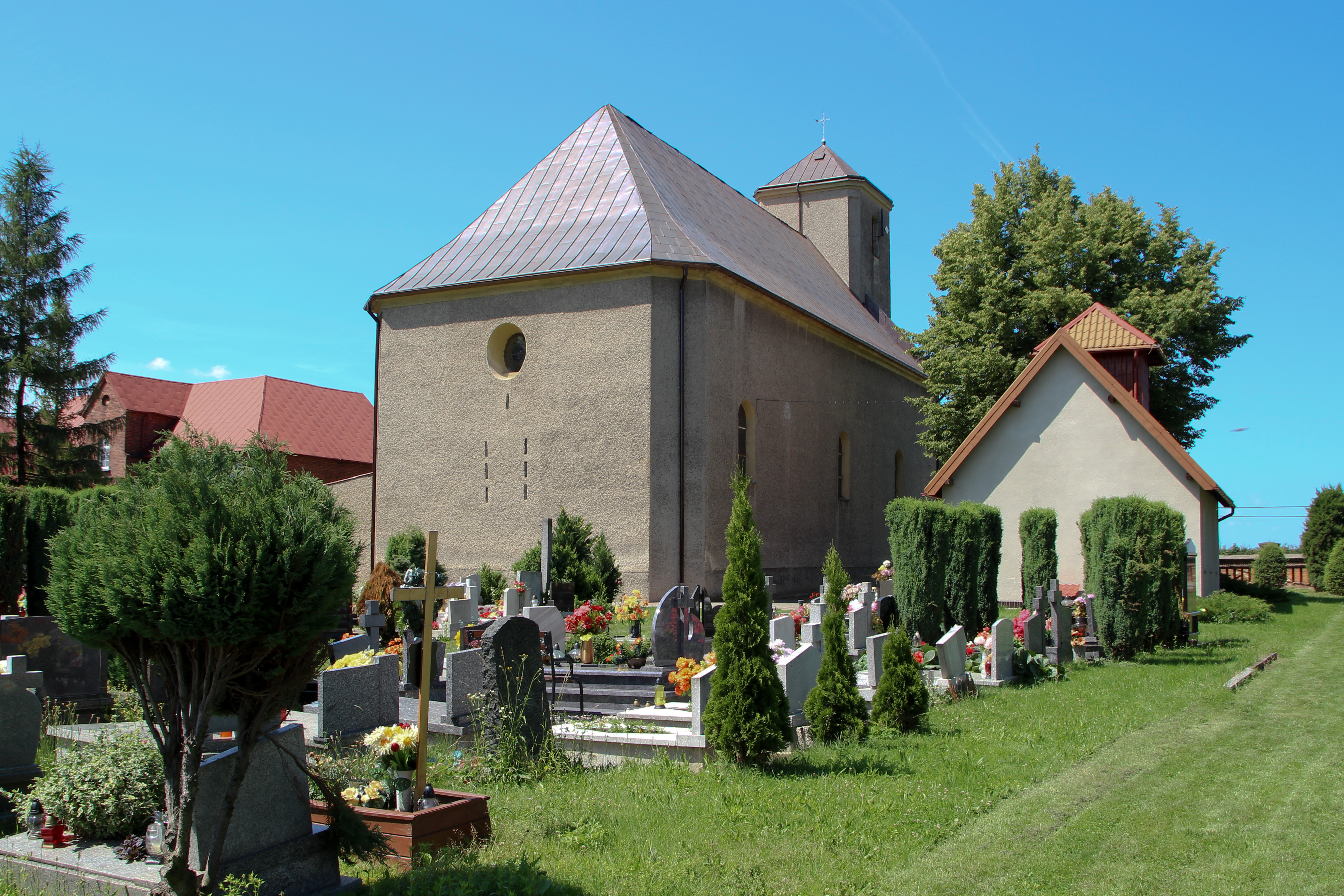
Widok od prezbiterium
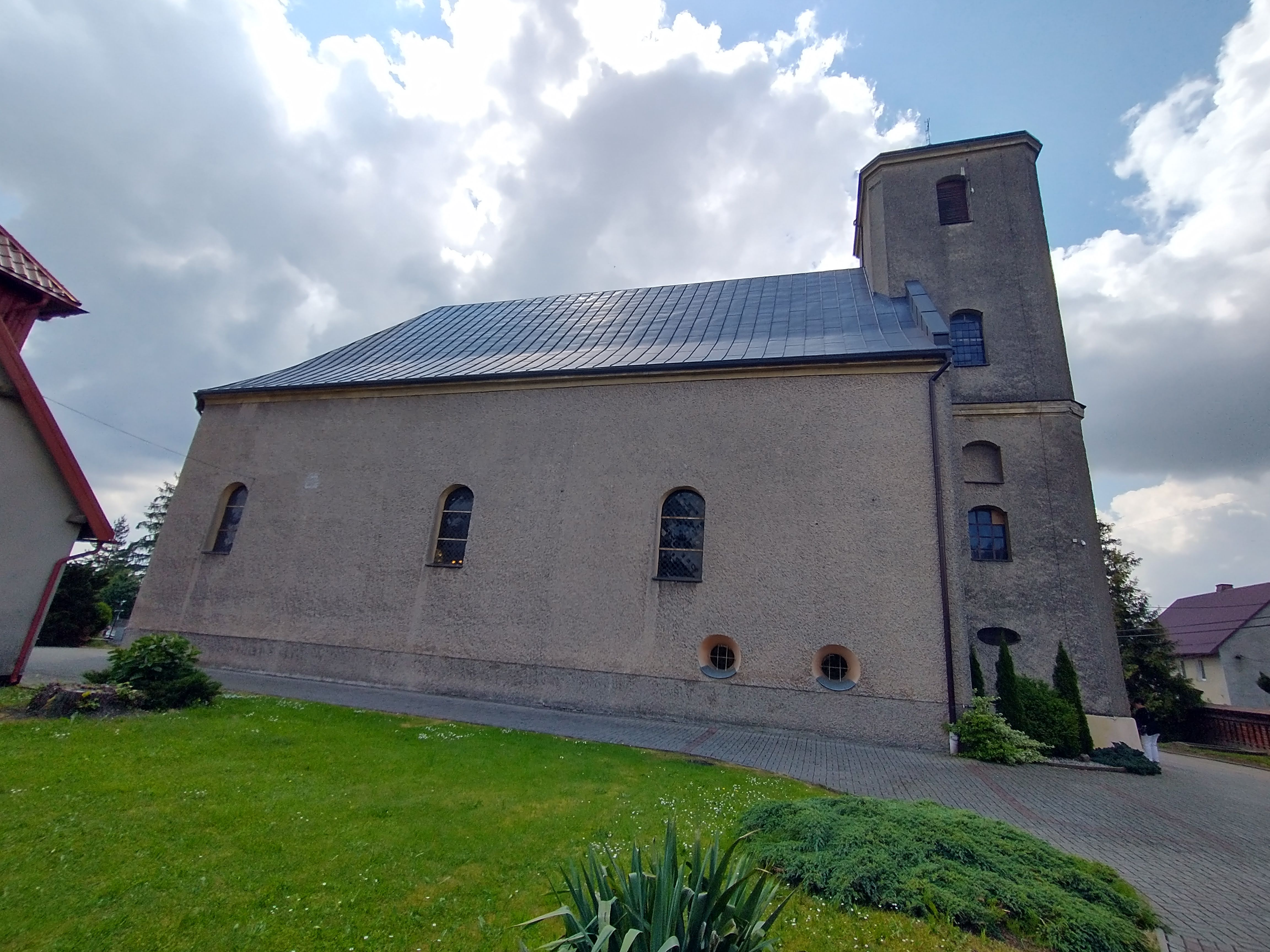
Elewacja boczna
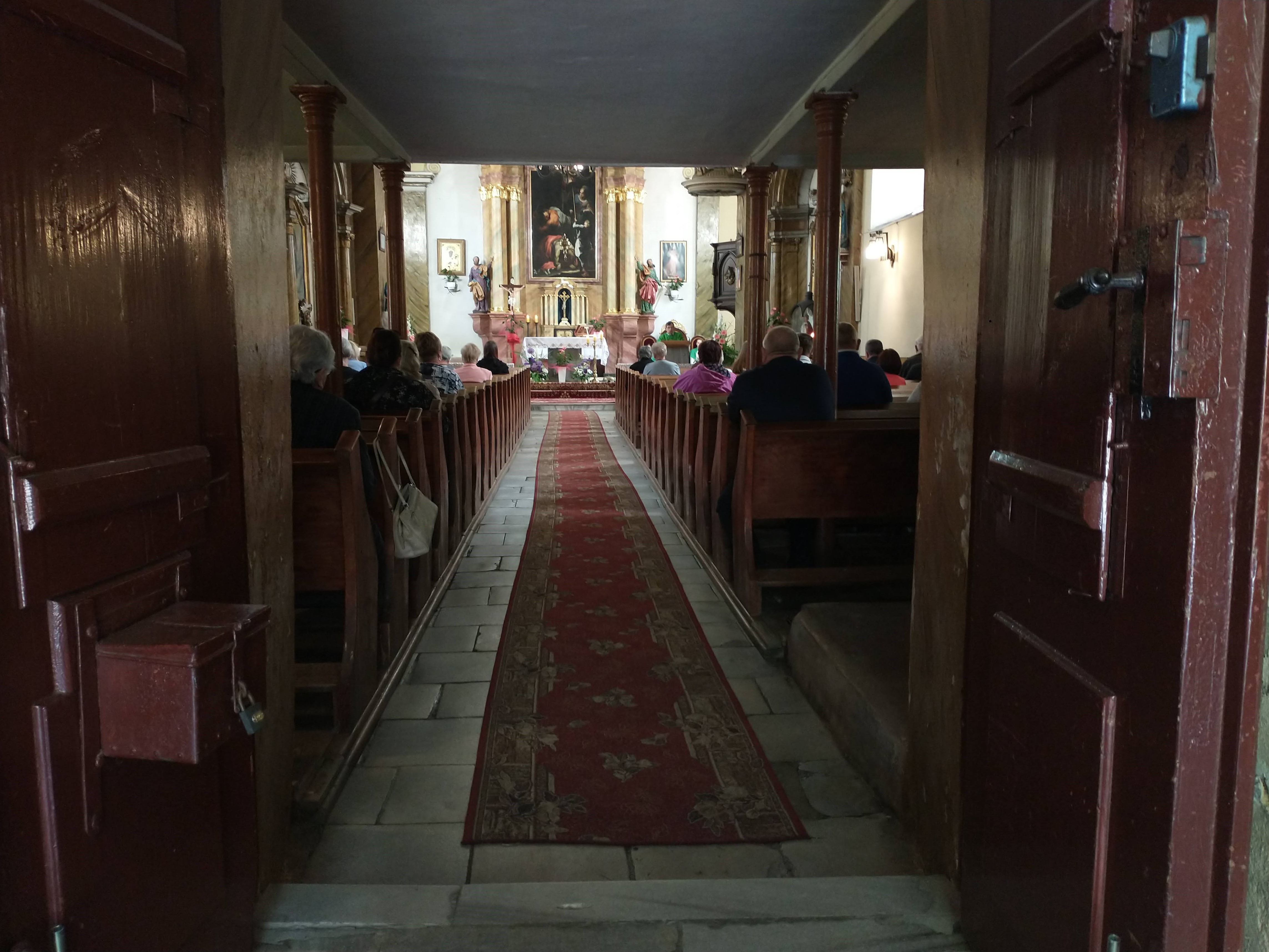
Wnętrze